# George Cheung
George Cheung (Hongkong, 8 februari 1949) is een Chinees-Amerikaans acteur en stuntman.

## Biografie
Cheung studeerde biologie aan de Universiteit van San Francisco.
Cheung begon in 1975 met acteren in de televisieserie Police Story en speelde hierna in meer dan 200 televisieseries en films. Hij speelde in onder andere Rambo: First Blood Part II (1985), Another 48 Hrs. (1990), Under Siege (1992), Lethal Weapon 4 (1998), Rush Hour (1998) en Mission: Impossible III (2006).

## Filmografie

### Films
Selectie:
- 2007 The Invincible Iron Man – als stem
- 2006 Mission: Impossible III – als videospelspeler in Shanghai
- 2004 Starsky & Hutch – als Chau
- 2002 We Were Soldiers – als NVA officier
- 1999 Austin Powers: The Spy Who Shagged Me – als Chinese leraar
- 1998 Rush Hour – als chauffeur van Soo Yung
- 1998 Lethal Weapon 4 – als Fan
- 1994 North – als Chinese kapper
- 1992 Glengarry Glen Ross – als stem
- 1991 Ricochet – als drugsdealer
- 1990 Another 48 Hrs. – als hotelgast
- 1990 RoboCop 2 - als Gilette
- 1986 Big Trouble in Little China – als Chang Sing
- 1985 Rambo: First Blood Part II – als Tay
- 1983 Going Berserk – als Kung-Fu vechter
- 1977 The Kentucky Fried Movie – als beveiliger

### Televisieseries
Selectie:
- 2024 Black Mafia Family - als Han Jin - 3 afl.
- 2015-2016 Murder in the First - als Andy Chan - 5 afl.
- 2010 Scoundreis – als mr. Hong – 3 afl.
- 2007-2008 Just Jordan – als mr. Chung – 5 afl.
- 2004-2006 The West Wing – als Chinees ambassadeur Ling-Po – 2 afl.
- 2003-2004 ER – als mr. Chen – 3 afl.
- 1997 Sunset Beach – als mr. Chang – 7 afl.
- 1982-1983 Bring 'Em Back Alive – als Chaing – 12 afl.
- 1979 The Amazing Spider-Man – als dr. Pai – 2 afl.

### Computerspellen
- 2013 Grand Theft Auto V – als mr. Cheng
- 2010 Dead to Rights: Retribution – als Lao
- 2007 Uncharted: Drake's Fortune – als piraat
- 2007 Enemy Territory: Quake Wars – als stem
- 2007 Pirates of the Caribbean: At World's End – als Edelman van Sao Feng
- 2005 The matrix: Path of Neo – als Kung Fu soldaat / Chinatown gangster
- 2005 Mercenaries: Playground of Destruction – als kapitein Kai Leu

### Stuntman
- 2007 Rush Hour 3  - film
- 2005 Memoirs of a Geisha – film
- 2001 Invincible – film
- 1999 Brokedown Palace – film
- 1998 U.S. Marshals – film
- 1997 Red Corner – film
- 1997 Beverly Hills Ninja – film
- 1996 Mars Attacks! – film
- 1996 Escape from L.A. – film
- 1996 Final Vendetta – film
- 1993 American Yakuza – film
- 1993 Wayne's World – film
- 1993 New York Undercover Cop – film
- 1993 RoboCop 3 – film
- 1992 Distant Justice – film
- 1992 Wishman – film
- 1992 Rapid Fire – film
- 1991 Ricochet – film
- 1991 Showdown in Little Tokyo – film
- 1991 The Perfect Weapon – film
- 1988 War amd Remembrance – miniserie
- 1987 Steele Justice – film
- 1987 The Night Stalker – film
- 1987 Return to Horror High – film
- 1986 Psycho III – film
- 1984 The Wild Life – film
- 1983 Psycho II – film
- 1982 Matt Houston – televisieserie
- 1978 Every Which Way But Loose – film
- 1978 Go Tell the Spartans – film
- 1976 The Enforcer – film
- 1975 The Killer Elite – film

- Library of Congress Control Number: no2019068574
- Virtual International Authority File: 2742155769087927880007